# Alderina imbellis
Alderina imbellis is een mosdiertjessoort uit de familie van de Calloporidae. De wetenschappelijke naam van de soort is, als Membranipora imbellis, voor het eerst geldig gepubliceerd in 1860 door Hincks.